# All for Love (single)
All for Love is een gezamenlijke single van Bryan Adams, Rod Stewart en Sting. Schrijvers van het lied zijn echter Adams, Mutt Lange en Michael Kamen. Het lied is geschreven voor de film The Three Musketeers. De titel verwijst naar een citaat uit de films Eén voor allen, allen voor één. De single werd een wereldwijd succes met  nummer-1 notities in een aantal landen. In Nederland en België kwam het niet zover. 

## Hitnoteringen

### Nederlandse Top 40
| Hitnotering: 15-01-1994 t/m 09-04-1994 | Hitnotering: 15-01-1994 t/m 09-04-1994 | Hitnotering: 15-01-1994 t/m 09-04-1994 | Hitnotering: 15-01-1994 t/m 09-04-1994 | Hitnotering: 15-01-1994 t/m 09-04-1994 | Hitnotering: 15-01-1994 t/m 09-04-1994 | Hitnotering: 15-01-1994 t/m 09-04-1994 | Hitnotering: 15-01-1994 t/m 09-04-1994 | Hitnotering: 15-01-1994 t/m 09-04-1994 | Hitnotering: 15-01-1994 t/m 09-04-1994 | Hitnotering: 15-01-1994 t/m 09-04-1994 | Hitnotering: 15-01-1994 t/m 09-04-1994 | Hitnotering: 15-01-1994 t/m 09-04-1994 | Hitnotering: 15-01-1994 t/m 09-04-1994 | Hitnotering: 15-01-1994 t/m 09-04-1994 |
| Week:                                  | 1                                      | 2                                      | 3                                      | 4                                      | 5                                      | 6                                      | 7                                      | 8                                      | 9                                      | 10                                     | 11                                     | 12                                     | 13                                     |                                        |
| -------------------------------------- | -------------------------------------- | -------------------------------------- | -------------------------------------- | -------------------------------------- | -------------------------------------- | -------------------------------------- | -------------------------------------- | -------------------------------------- | -------------------------------------- | -------------------------------------- | -------------------------------------- | -------------------------------------- | -------------------------------------- | -------------------------------------- |
| Positie:                               | 25                                     | 16                                     | 7                                      | 6                                      | 5                                      | 4                                      | 3                                      | 3                                      | 5                                      | 9                                      | 19                                     | 28                                     | 37                                     | uit                                    |

### NederlandseSingle Top 100
| Hitnotering: 15-01-1994 t/m 02-04-1994 | Hitnotering: 15-01-1994 t/m 02-04-1994 | Hitnotering: 15-01-1994 t/m 02-04-1994 | Hitnotering: 15-01-1994 t/m 02-04-1994 | Hitnotering: 15-01-1994 t/m 02-04-1994 | Hitnotering: 15-01-1994 t/m 02-04-1994 | Hitnotering: 15-01-1994 t/m 02-04-1994 | Hitnotering: 15-01-1994 t/m 02-04-1994 | Hitnotering: 15-01-1994 t/m 02-04-1994 | Hitnotering: 15-01-1994 t/m 02-04-1994 | Hitnotering: 15-01-1994 t/m 02-04-1994 | Hitnotering: 15-01-1994 t/m 02-04-1994 | Hitnotering: 15-01-1994 t/m 02-04-1994 | Hitnotering: 15-01-1994 t/m 02-04-1994 |
| Week:                                  | 1                                      | 2                                      | 3                                      | 4                                      | 5                                      | 6                                      | 7                                      | 8                                      | 9                                      | 10                                     | 11                                     | 12                                     |                                        |
| -------------------------------------- | -------------------------------------- | -------------------------------------- | -------------------------------------- | -------------------------------------- | -------------------------------------- | -------------------------------------- | -------------------------------------- | -------------------------------------- | -------------------------------------- | -------------------------------------- | -------------------------------------- | -------------------------------------- | -------------------------------------- |
| Positie:                               | 30                                     | 18                                     | 7                                      | 5                                      | 4                                      | 3                                      | 4                                      | 5                                      | 12                                     | 17                                     | 24                                     | 48                                     | uit                                    |

### VlaamseRadio 2 Top 30
| Hitnotering: 22-01-1994 t/m 16-04-1994 | Hitnotering: 22-01-1994 t/m 16-04-1994 | Hitnotering: 22-01-1994 t/m 16-04-1994 | Hitnotering: 22-01-1994 t/m 16-04-1994 | Hitnotering: 22-01-1994 t/m 16-04-1994 | Hitnotering: 22-01-1994 t/m 16-04-1994 | Hitnotering: 22-01-1994 t/m 16-04-1994 | Hitnotering: 22-01-1994 t/m 16-04-1994 | Hitnotering: 22-01-1994 t/m 16-04-1994 | Hitnotering: 22-01-1994 t/m 16-04-1994 | Hitnotering: 22-01-1994 t/m 16-04-1994 | Hitnotering: 22-01-1994 t/m 16-04-1994 | Hitnotering: 22-01-1994 t/m 16-04-1994 | Hitnotering: 22-01-1994 t/m 16-04-1994 | Hitnotering: 22-01-1994 t/m 16-04-1994 |
| Week:                                  | 1                                      | 2                                      | 3                                      | 4                                      | 5                                      | 6                                      | 7                                      | 8                                      | 9                                      | 10                                     | 11                                     | 12                                     | 13                                     |                                        |
| -------------------------------------- | -------------------------------------- | -------------------------------------- | -------------------------------------- | -------------------------------------- | -------------------------------------- | -------------------------------------- | -------------------------------------- | -------------------------------------- | -------------------------------------- | -------------------------------------- | -------------------------------------- | -------------------------------------- | -------------------------------------- | -------------------------------------- |
| Positie:                               | 19                                     | 8                                      | 3                                      | 2                                      | 2                                      | 2                                      | 2                                      | 2                                      | 2                                      | 2                                      | 10                                     | 25                                     | 28                                     | uit                                    |

### NPO Radio 2 Top 2000
| Nummer met noteringen in de NPO Radio 2 Top 2000 | '12  | '13  |
| ------------------------------------------------ | ---- | ---- |
| All for Love                                     | 1999 | 1987 |

1. ↑  Een vetgedrukt getal geeft de hoogste notering aan.
2. ↑  2012 was het eerste jaar met een notering voor dit nummer.
3. ↑  Deze tabel is bijgewerkt tot en met de laatste editie (2024).